# Retinoidi
I retinoidi sono una classe di composti chimici che sono chimicamente collegati alla vitamina A. I retinoidi sono usati in medicina, principalmente per il modo in cui regolano la crescita delle cellule dell'epitelio.
I retinoidi hanno diverse e molto importanti funzioni nel corpo, inclusi i ruoli nella visione, la regolazione della differenziazione e proliferazione cellulare, la crescita del tessuto osseo, la funzione immunitaria, l'attivazione dei geni soppressori dei tumori.
Inoltre si stanno facendo ricerche sulla loro abilità a trattare i tumori della pelle. Attualmente l'acido 9-cis retinoico può essere usato topicamente per aiutare a trattare le lesioni cutanee del sarcoma di Kaposi. Inoltre, la tretinoina (acido retinoico tutto-trans) trova applicazione (assieme al triossido d'arsenico) nella leucemia acuta promielocitica.
Ad alti dosaggi hanno effetti teratogeni in gravidanza e possono indurre sul feto malformazioni del sistema nervoso centrale, dell'orecchio e cardiache.

## Tipi
Ci sono tre generazioni di retinoidi:
- retinoidi di prima generazione, che includono retinolo, retinale, tretinoina (Retin-A), isotretinoina e alitretinoina;
- retinoidi di seconda generazione, che includono etretinate e il suo metabolite acitretina;
- retinoidi di terza generazione, che includono tazarotene, bexarotene e adapalene;
- retinoidi di quarta generazione, che includono trifarotene e seletinoide G.